# 1921 en rugby à XV
Cette page présente les faits marquants de l'année 1921 en rugby à XV : les principales compétitions et évènements liés au rugby à XV et rugby à sept ainsi que les naissances et décès de grandes personnalités de ce sport.

## Principales compétitions
- Currie Cup (du ?? 1920 au ?? 1921)
- Championnat de France (du ?? 1920 au 17 avril 1921)
- Tournoi des Cinq Nations (du 15 janvier au 9 avril 1921)

## Événements

### Mars
- 28 mars : l'Angleterre remporte le Tournoi en 1921 en gagnant tous ses matchs. Elle réalise le grand chelem et connaît là son âge d'or.

### Avril
- 17 avril : l'USA Perpignan devient champion de France en battant le stade toulousain sur le score de 5 à 0.

### Juin
- ? juin : le Gloucestershire est champion des comtés anglais.
- ? juin : Wellington remporte le Ranfurly Shield, trophée sanctionnant une compétition de rugby à XV ouverte aux équipes de provinces néo-zélandaises.

### Août
- 13 août : la rivalité entre les All Blacks et l'équipe d'Afrique du Sud (les Springboks) commence à l’occasion d'une tournée des Springboks en Nouvelle-Zélande. Cette première confrontation se conclut sur une égalité entre les deux équipes (une victoire, une défaite et un match nul)[1]. La rivalité entre All Blacks et Springboks se poursuit aujourd’hui avec les rencontres annuelles du Tri-nations.

### Octobre
- 25 octobre : Création du club Boulou sportif XV.

## Principales naissances
- 31 mai : naissance d'Amos du Plooy, joueur de rugby à XV sud-africain, évoluant au poste de pilier.
- 20 novembre : naissance du joueur international Frédéric Trescases (1921-2014)
- 9 décembre : naissance de Charles Durand, arbitre français.